# Ourouer-les-Bourdelins
Ourouer-les-Bourdelins és un municipi francès, situat al departament de Cher i a la regió de Centre – Vall del Loira. L'any 2007 tenia 646 habitants.

## Demografia

### Població
El 2007 la població de fet d'Ourouer-les-Bourdelins era de 646 persones. Hi havia 284 famílies, de les quals 100 eren unipersonals (44 homes vivint sols i 56 dones vivint soles), 104 parelles sense fills, 76 parelles amb fills i 4 famílies monoparentals amb fills.
La població ha evolucionat segons el següent gràfic:
Habitants censats

### Habitatges
El 2007 hi havia 429 habitatges, 295 eren l'habitatge principal de la família, 65 eren segones residències i 68 estaven desocupats. 418 eren cases i 10 eren apartaments. Dels 295 habitatges principals, 235 estaven ocupats pels seus propietaris, 52 estaven llogats i ocupats pels llogaters i 8 estaven cedits a títol gratuït; 4 tenien una cambra, 20 en tenien dues, 61 en tenien tres, 93 en tenien quatre i 116 en tenien cinc o més. 209 habitatges disposaven pel capbaix d'una plaça de pàrquing. A 148 habitatges hi havia un automòbil i a 92 n'hi havia dos o més.

### Piràmide de població
La piràmide de població per edats i sexe el 2009 era:
| Homes | Edats   | Dones |
| ----- | ------- | ----- |
| 0     | 95 o +  | 0     |
| 0     | 90 a 94 | 12    |
| 4     | 85 a 89 | 12    |
| 8     | 80 a 84 | 16    |
| 16    | 75 a 79 | 16    |
| 16    | 70 a 74 | 52    |
| 44    | 65 a 69 | 28    |
| 28    | 60 a 64 | 24    |
| 36    | 55 a 59 | 20    |
| 4     | 50 a 54 | 20    |
| 24    | 45 a 49 | 28    |
| 24    | 40 a 44 | 8     |
| 24    | 35 a 39 | 20    |
| 20    | 30 a 34 | 12    |
| 20    | 25 a 29 | 16    |
| 4     | 20 a 24 | 8     |
| 20    | 15 a 19 | 16    |
| 32    | 10 a 14 | 20    |
| 8     | 5 a 9   | 20    |
| 12    | 0 a 4   | 12    |

## Economia
El 2007 la població en edat de treballar era de 370 persones, 239 eren actives i 131 eren inactives. De les 239 persones actives 207 estaven ocupades (122 homes i 85 dones) i 32 estaven aturades (17 homes i 15 dones). De les 131 persones inactives 50 estaven jubilades, 29 estaven estudiant i 52 estaven classificades com a «altres inactius».

### Ingressos
El 2009 a Ourouer-les-Bourdelins hi havia 294 unitats fiscals que integraven 654,5 persones, la mediana anual d'ingressos fiscals per persona era de 14.042 €.

### Activitats econòmiques
Dels 22 establiments que hi havia el 2007, 1 era d'una empresa alimentària, 1 d'una empresa de fabricació de material elèctric, 1 d'una empresa de fabricació d'altres productes industrials, 6 d'empreses de construcció, 5 d'empreses de comerç i reparació d'automòbils, 3 d'empreses de transport, 1 d'una empresa d'hostatgeria i restauració, 1 d'una empresa d'informació i comunicació, 1 d'una empresa de serveis i 2 d'empreses classificades com a «altres activitats de serveis».
Dels 10 establiments de servei als particulars que hi havia el 2009, 1 era una oficina de correu, 1 taller de reparació d'automòbils i de material agrícola, 4 lampisteries, 1 empresa de construcció, 2 perruqueries i 1 restaurant.
Dels 2 establiments comercials que hi havia el 2009, 1 era una botiga de més de 120 m² i 1 una botiga de menys de 120 m².
L'any 2000 a Ourouer-les-Bourdelins hi havia 35 explotacions agrícoles que ocupaven un total de 1.463 hectàrees.

## Equipaments sanitaris i escolars
L'únic equipament sanitari que hi havia el 2009 era una farmàcia.
El 2009 hi havia una escola elemental integrada dins d'un grup escolar amb les comunes properes formant una escola dispersa.

## Poblacions properes
El següent diagrama mostra les poblacions més properes.